# Késsounou
Késsounou ist ein Arrondissement im Departement Ouémé im westafrikanischen Staat Benin. Es ist eine Verwaltungseinheit, die der Gerichtsbarkeit der Kommune Dangbo untersteht.

## Demografie und Verwaltung
Gemäß der Volkszählung 2013 des beninischen Statistikamtes INSAE hatte das Arrondissement 13.609 Einwohner, davon waren 6643 männlich und 6966 weiblich.
Von den 50 Dörfern und Quartieren der Kommune Dangbo (Ouémé)| entfallen sechs auf Késsounou:
1. Glahounsa
2. Glahounsa Sèmè
3. Hètin-Gléhoué
4. Hètin-Sota
5. Kessounou
6. Kodonou